# Antoni Bieszczad
Antoni Bieszczad (ur. 10 marca 1915 w Niedźwiadzie, zm. 1 lutego 1980 w Krakowie) – polski rzeźbiarz.
Jego talent rzeźbiarski ujawnił się w rodzinnej wsi, gdzie jako samouk rzeźbił w drewnie miniatury. Zauważył go wówczas profesor Uniwersytetu Jagiellońskiego Jerzy Fierich. W roku 1936 dzięki pomocy Fiericha, Antoni Bieszczad został przyjęty do Państwowej Szkoły Przemysłu Drzewnego w Zakopanem (późniejszy Zespół Szkół Plastycznych im. Antoniego Kenara), gdzie rozpoczął naukę rzeźby pod kierunkiem Romana Olszowskiego. W 1939 r., po ukończeniu szkoły, został natychmiast powołany do służby wojskowej w 16. pułku piechoty w Tarnowie. Po kampanii wrześniowej wrócił do domu rodzinnego, gdzie rozpoczął samodzielną pracę rzeźbiarską. Włączył się w nurt akcji podziemnej w szeregach AK.
Po wojnie, od roku 1945 studiował rzeźbę w krakowskiej Akademii Sztuk Plastycznych pod kierunkiem Xawerego Dunikowskiego i Stanisława Popławskiego. Studia ukończył w 1950 r., pozostając na stałe w Krakowie.
W 1951 r. podjął pracę w Muzeum Narodowym w Krakowie. Był członkiem muzealnej komisji do spraw oceny i wyceny artystycznej, a po utworzeniu Pracowni Renowacji Rzemiosła Artystycznego został jej kierownikiem.
Od roku 1954 był aktywnym członkiem Związku Polskich Artystów Plastyków, pełniąc wiele razy funkcję komisarza wystaw okręgowych, a zwłaszcza wystaw „Rzeźba Roku”. Był zapraszany na wiele krajowych i międzynarodowych plenerów i wystaw.
W roku 1954 wziął ślub z Heleną Puszkarską. Miał dwie córki: Marię i Barbarę.
Zmarł w Krakowie 1 lutego 1980 r.